# Öran
Öran är en skogssjö i Haninge kommun och Huddinge kommun i Södermanland som ingår i Tyresån-Trosaåns kustområde. Sjön är 2,8 meter djup, har en yta på 0,495 kvadratkilometer och befinner sig 51,1 meter över havet. Öran ligger i Riddartorpsmossen Natura 2000-område. Vid provfiske har bland annat abborre, gers, gädda och mört fångats i sjön.
Öran ligger i Hanveden ligger mitt på Huddinge och Västerhaninge sockengräns på Södertörn och söder om Stockholm.

## Natur
Örans näringsfattiga, sura vatten är gynnsamt för djurlivet och vissa växtarter. I strandkanterna kan man bland annat se notblomster som med sina blå och vita blommor vippande på stänglar sitter i vattnet. Bland häckande fåglar förekommer fiskgjuse, fiskmås och storlom..

## Bad och fritid
Ett klippbad finns vid sjöns sydöstra strand i närheten av Riddartorps koloniområde strax väster om Jordbro i Haninge kommun. Väster om Öran har smärre bebyggelse etablerats kring Örans torp och där har en mindre del av sjön blivit upplåten för handredskapsfiske. Det krävs dock att man har Sportfiskekortet (från Sportfiskarnas Stockholmsdistrikt). Öran har tidigare varit svartlistad på grund av alltför höga kvicksilverhalter i sin fisk.

## Reservat och vandringsleder
Väster om Öran ligger Paradisets naturreservat, med flera fina vandringsleder som är försedda med rastplatser, vindskydd och kojor för övernattning. En av lederna, "Brinksligan", passerar på Öranvägen nära sjöns västra strand och går vidare till torpet Paradiset, en raststuga i reservatets nordvästra del, som går att hyra för övernattning och andra ändamål. Även Sörmlandsleden passerar Öran nere vid utflödet till Skeppnan i söder.
Cirka 3 km sydväst om Öran ligger Tornberget, Södertörns högsta punkt (111 m ö.h). Tornberget når man lättast från torpet Paradiset där en parkering finns. Promenaden är cirka 2,5 km. Man kan också vandra dit via Sörmlandsleden eller på andra stigar.
Andra sjöar inom Hanvedens skogsmarker är Långsjön, Svartsjön, Ormputten, Ådran och Tornbergssjön.

## Fisk
Vid provfiske har följande fisk fångats i sjön:
- Abborre
- Gärs
- Gädda
- Mört
- Sarv
- Sutare

## Delavrinningsområde
Öran ingår i delavrinningsområde (655641-162898) som SMHI kallar för Mynnar i havet. Medelhöjden är 45 meter över havet och ytan är 54,57 kvadratkilometer. Räknas de 2 avrinningsområdena uppströms in blir den ackumulerade arean 57,76 kvadratkilometer. Avrinningsområdets utflöde mynnar i havet. Avrinningsområdet består mestadels av skog (55 procent) och jordbruk (20 procent). Avrinningsområdet har 0,76 kvadratkilometer vattenytor vilket ger det en sjöprocent på 1,4 procent. Bebyggelsen i området täcker en yta av 8,66 kvadratkilometer eller 15 procent av avrinningsområdet.

## Bilder

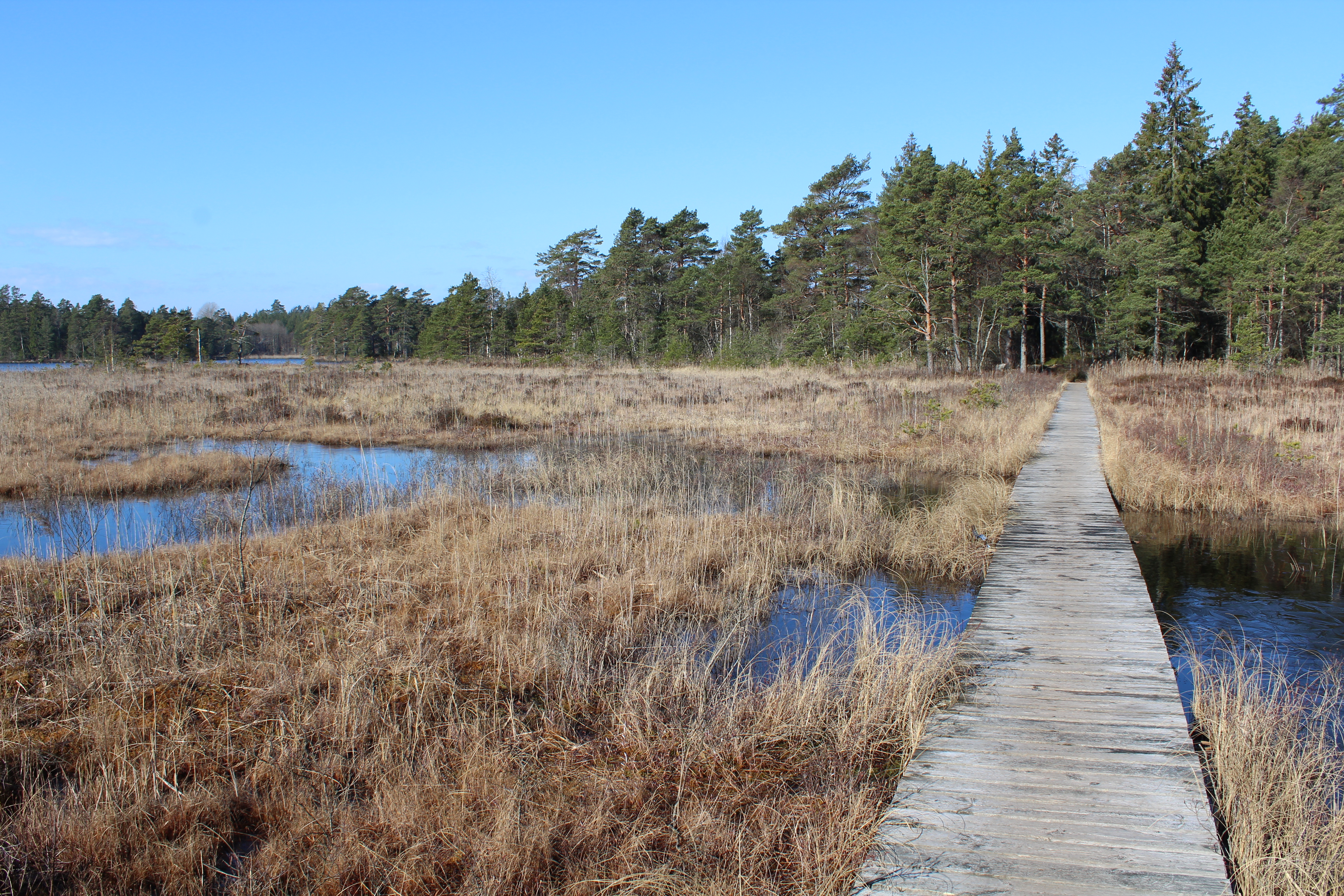
Våtmark intill Öran med vandringsled
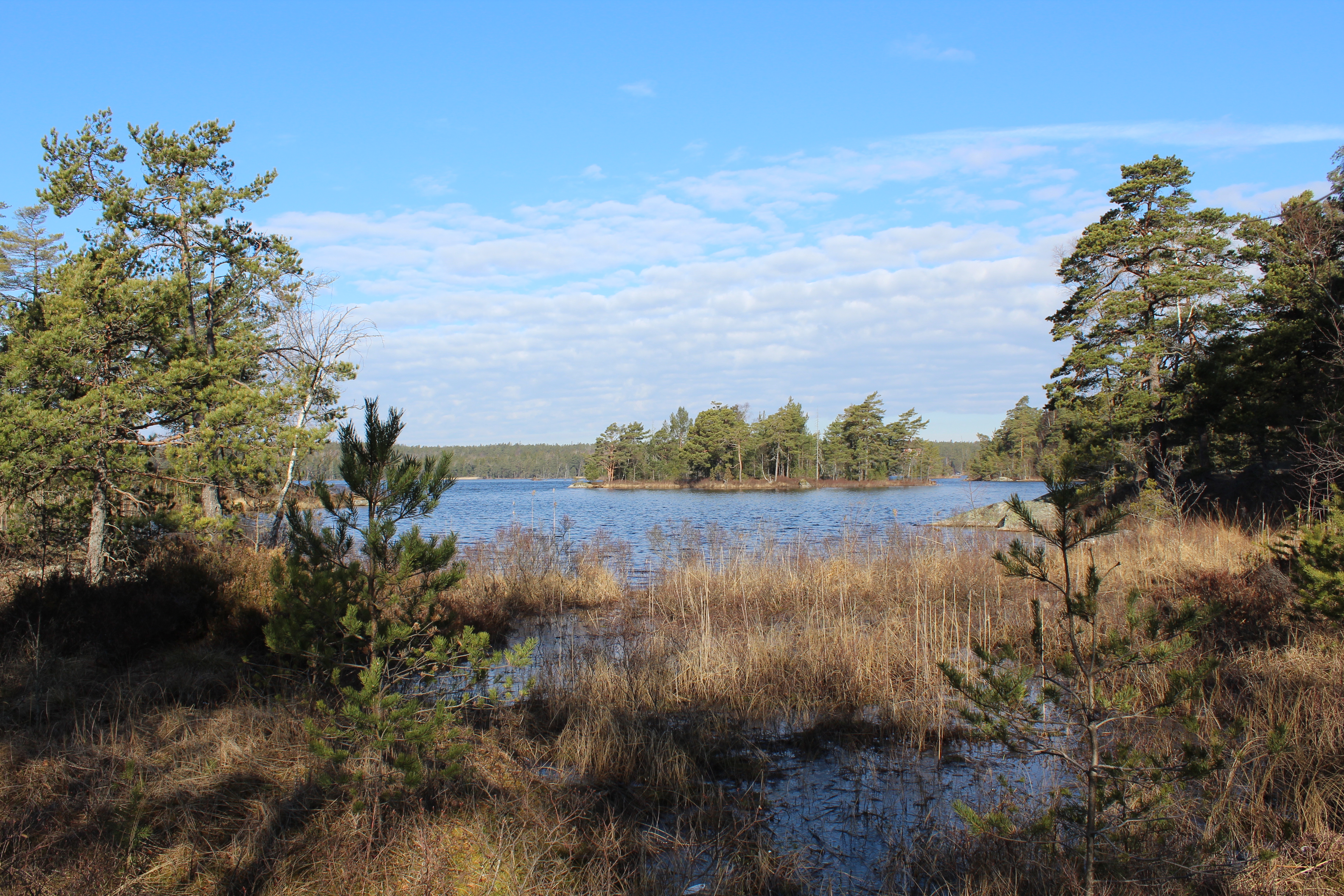
Vy från södra sidan